# Катрич, Алексей Николаевич
Алексей Николаевич Катрич (25 октября 1917, Алексеевка, Харьковская губерния — 25 ноября 2004, Москва) — советский лётчик-ас истребительной авиации во время Великой Отечественной войны и военачальник в послевоенные годы, Герой Советского Союза (28.10.1941). Генерал-полковник авиации. Заслуженный военный лётчик СССР (1965).

## Биография
Родился 25 (12) октября 1917 года в селе Алексеевка (Харьковская губерния Российской империи), ныне Краснокутского района Харьковской области Украины. Отец Николай Григорьевич был лесничем, мать, Анна Яковлевна, домохозяйка.
Окончил 7 классов Высокопольской средней школы и 4 курса рабфака Харьковского зоотехнического института. Во время учёбы в институте работал зоотехником в колхозе «Червоный факел».
В Красной Армии с сентября 1935 года. Окончил Чугуевское военное авиационное училище лётчиков в 1938 году. Член ВКП(б)/КПСС с 1941 года.

### Во время Великой Отечественной войны
Участник Великой Отечественной войны с июня 1941 года. 11 августа 1941 года командир звена 27-го истребительного авиационного полка (6-й истребительный авиационный корпус, Московская зона ПВО), лейтенант Алексей Катрич на истребителе «МиГ-3» в паре с лейтенантом Медведевым М. И. получил приказ вылететь на перехват вражеского разведчика Do-215, идущего курсом на Бологое. Из-за неисправности мотора самолёт Медведева не взлетел, и Катрич преследовал противника один. Лётчик начал атаку на высоте около 9 000 метров и, исчерпав весь боезапас, пошёл на таран. Самолёт Катрича концами винта повредил стабилизатор и правый киль немецкой машины. Do-215 упал возле села Старица и сгорел. Лейтенант Катрич выполнил первый задокументированный высотный таран и благополучно приземлился на свой аэродром. Единственным повреждением истребителя оказались погнутые концы двух лопастей винта.
12 сентября 1941 года на подступах к Москве Катрич вторично применил высотный таран.
За образцовое выполнение боевых заданий командования на фронте борьбы с немецкими захватчиками и проявленные при этом отвагу и геройство Указом Президиума Верховного Совета СССР от 28 октября 1941 года старшему лейтенанту Алексею Николаевичу Катричу присвоено звание Героя Советского Союза с вручением ордена Ленина и медали «Золотая Звезда» (№ 549).
В 1942 году переведён во вновь созданный 12-й гвардейский истребительный авиационный полк ПВО на должность командира эскадрильи. В 1943 году гвардии капитан Катрич А. Н. получил самолёт «Як-1», построенный на средства председателя колхоза «Чапаевец» Саратовской области — И. Д. Фролова.
Войну гвардии майор Катрич закончил в должности заместителя командира полка. Всего за время войны совершил 258 боевых вылетов, в 27 воздушных боях сбил 14 самолётов противника: 5 лично и 9 в группе.

### После войны
В 1950 году окончил с отличием Краснознамённую Военно-воздушную академию (Монино). Служил командиром истребительного авиаполка, заместителем командира и командиром истребительной авиадивизии (в Московском и Северном военных округах). В январе-декабре 1957 года был заместителем командующего 37-й воздушной армией по ПВО (Северная группа войск, Польша). В 1959 году окончил Военную академию Генштаба. В 1959—1960 — 1-й заместитель командующего 73-й воздушной армией (Туркестанский военный округ). С 1960 — заместитель начальника, а в 1964—1967 — начальник боевой подготовки ВВС. C июля 1967 года по июль 1973 года — командующий 24-й (с апреля 1968 — 16-й) воздушной армией (Группа советских войск в Германии). В августе 1968 года в этой должности участвовал в вводе войск в Чехословакию. В 1973—1977 гг. — 1-й заместитель министра гражданской авиации СССР. В 1978 году окончил Высшие академические курсы при Военной академии Генштаба. В 1978—1986 гг. — заместитель главнокомандующего Объединёнными вооружёнными силами государств — участников Варшавского договора по ВВС. В феврале-сентябре 1987 — военный консультант Группы генеральных инспекторов Министерства обороны СССР.
С 1987 года генерал-полковник авиации Катрич А. Н. — в отставке. Жил в Москве.
Умер 25 ноября 2004 года, похоронен на Троекуровском кладбище Москвы.

### Семья
- Отец — Николай Григорьевич, работал лесничим.
- Мать — Анна Яковлевна, была домохозяйкой.
- Жена — Тамара Ивановна (1918—2015), домохозяйка, похоронена рядом с мужем.
  - Сын — Борис Алексеевич (род. 1940—2004), полковник авиации.
  - Дочь — Тамара Алексеевна (род. 1945), пенсионерка.
  - Внук — Андрей Сергеевич (род. 05.03.????), экономист.
  - Внук — Алексей Борисович (род. 25.07.1966), военный.
  - Внучка — Елена Борисовна (род. 05.09.????), менеджер.

## Награды
- Герой Советского Союза (28.10.1941)[1]
- Орден Почёта (Российская Федерация)[1]
- Орден Ленина (28.10.1941)[1]
- Орден Октябрьской Революции[1]
- Четыре ордена Красного Знамени[1]
- Орден Александра Невского[1]
- Два ордена Отечественной войны 1-й степени[1]
- Два ордена Красной Звезды[1]
- Орден «За службу Родине в Вооружённых Силах СССР» 3-й степени[1]
- Ряд медалей СССР
- Одному из первых А. Н. Катричу в 1965 году присвоено звание «Заслуженный военный лётчик СССР»[11].